# Tai'an Xiang
Tai'an Xiang (kinesiska: 太安, 太安乡) är en socken i Kina. Den ligger i provinsen Yunnan, i den sydvästra delen av landet, omkring 320 kilometer nordväst om provinshuvudstaden Kunming. Antalet invånare är 9 288. Befolkningen består av 4 509 kvinnor och 4 779 män. Barn under 15 år utgör 18,0 %, vuxna 15-64 år 72 %, och äldre över 65 år 8,0 %.
Genomsnittlig årsnederbörd är 1 057 millimeter. Den regnigaste månaden är juli, med i genomsnitt 357 mm nederbörd, och den torraste är november, med 2 mm nederbörd.